# Allée Nina-Simone
L'allée Nina Simone est une voie du 14e arrondissement de Paris, en France.

## Situation et accès
Elle est située à l'intersection du boulevard Arago, de la place de l'Île-de-Sein et de la rue Leclerc.
L'allée est desservie à proximité par la ligne 6 à la station Saint-Jacques.

## Origine du nom
Elle doit son nom à la musicienne américaine et militante des droits civiques Nina Simone (1933-2003). 

## Historique
Elle est initialement dénommée « allée Paul-Ricœur » le 26 et 27 septembre 2011. Toutefois, les enfants de Paul Ricœur ont fait part de leur préférence pour la place FY/13, récemment aménagée dans la ZAC Paris Rive Gauche, due à la proximité de ce lieu avec l'université Paris-Diderot. L'allée est alors débaptisée et reçoit le nom d'« allée Nina-Simone » par délibération des 12 et 13 novembre 2013.

## Bâtiments remarquables et lieux de mémoire
- La Faculté libre de théologie protestante de Paris.
- Le jardin de l'Observatoire de Paris.
- Le socle de la statue d'Arago sur la place de l'Île-de-Sein.